# Månöga
Månöga (Hiodon tergisus) är en fiskart som beskrevs av Lesueur, 1818. Månöga ingår i släktet Hiodon och familjen Hiodontidae. Inga underarter finns listade i Catalogue of Life.